# Galgo Español

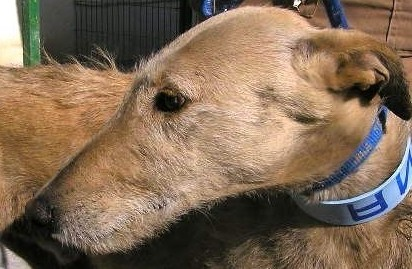
Rauhhaariger Galgo Español

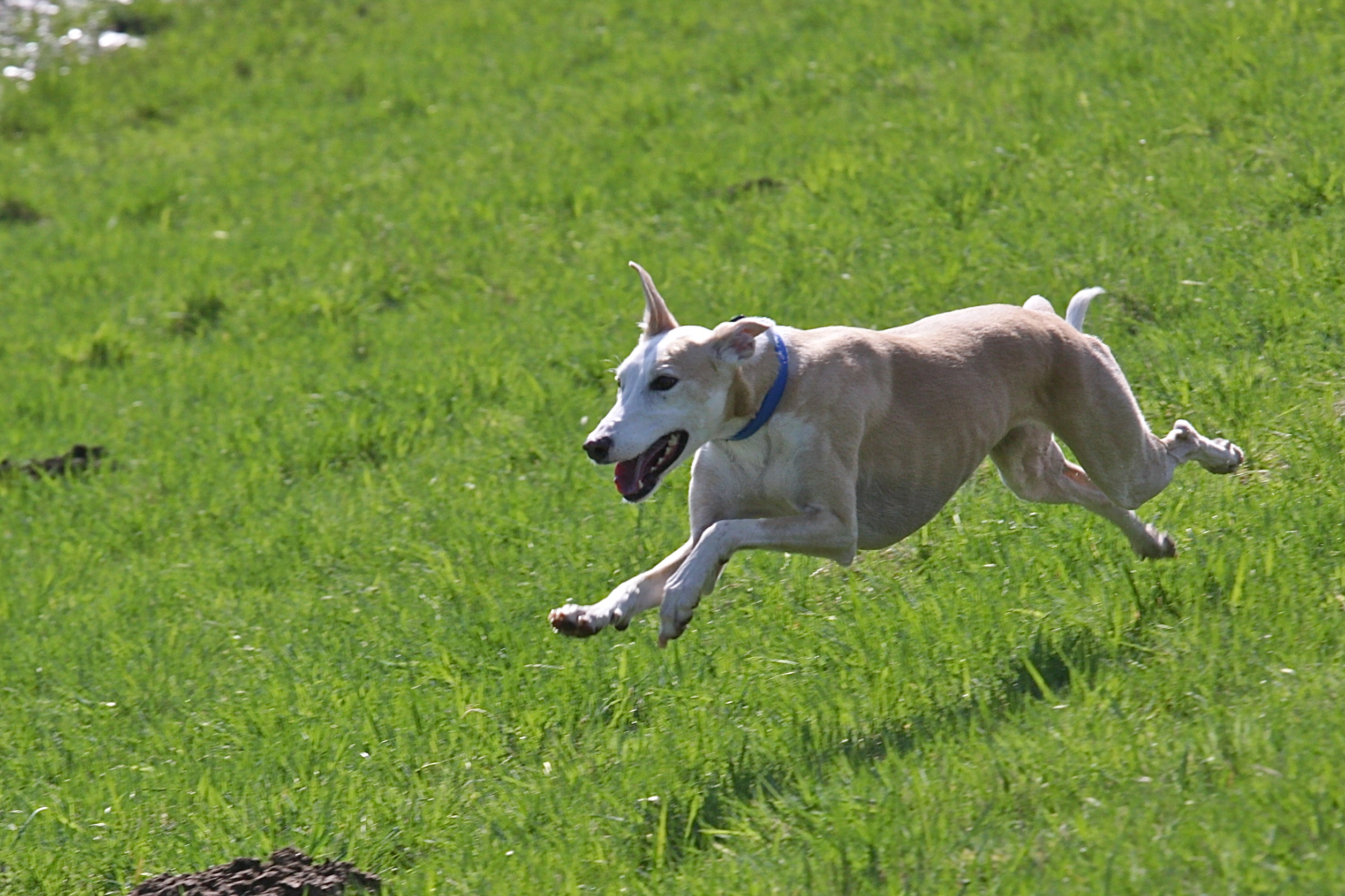
Galoppierender Galgo

Der Galgo Español ist eine von der FCI anerkannte spanische Hunderasse (FCI-Gruppe 10, Sektion 3, Standard Nr. 285).

## Herkunft und Geschichtliches
Die Wurzeln des Galgo Español liegen in der Antike. Bereits im 6. Jh. v. Chr. jagten die Kelten mit mittelgroßen Windhunden, die sie dann später auf ihren Zügen auf die iberische Halbinsel brachten. Nach der Unterwerfung der Kelten durch die Römer wurde in der damaligen römischen Provinz Hispania diese Hunderasse Canis Gallicus (gallischer Hund) genannt. Aus dieser Bezeichnung entwickelte sich später das spanische Wort Galgo, das allgemein für Windhund steht.
Großen Einfluss auf diese Hunderasse dürfte aber auch der von den Mauren während der Maurenherrschaft vom 8. bis 15. Jh. nach Spanien gebrachte arabische Sloughi und der in Spanien beheimatete Podenco Ibicenco ausgeübt haben. Während des 16., 17. und 18. Jahrhunderts wurde er in großer Zahl in andere Länder wie Irland und England exportiert.
Der Galgo Español ist einer der Vorfahren des Großen Englischen Windhundes (Greyhound), der ähnliche Rassemerkmale wie der Galgo Español aufweist. Der Galgo Español ist insgesamt zierlicher als der Greyhound, und sein Kopf weist weniger Stop auf.
Im letzten Jahrhundert wurden für Rennen Greyhounds mit den Galgos Españoles gekreuzt, was die Unterscheidung der beiden Rassen für Laien erheblich erschwert. Namen für diese Longdogs sind: Galgo inglés-español, Hispano-Ingles oder Galgo-Anglo-Español. Oft wird für diese Mischlinge der Begriff Galgo Ingles verwendet, der allerdings auch den reinrassigen Greyhound bezeichnet.

## Beschreibung
Der Galgo Español ist ein 60–70 cm großer und 20–29 kg schwerer Windhund. Sein Körper ist langgezogen, der Kopf sehr schmal mit kleinen, dunklen, mandelförmigen Augen mit ruhigem, sanftem und zurückhaltendem Ausdruck. Der Stop ist nur wenig ausgeprägt. Das Ohr ist ein großes, gefaltetes Rosenohr. Bei Aufmerksamkeit sind die Ohren im ersten Drittel halb aufgerichtet mit gefalteten, seitwärts gerichteten Enden. Der Hals hat einen ovalen Querschnitt. Die Unterlinie zeigt einen langen, mächtigen, gleichmäßig tiefen Brustkorb, bevor der Bauchaufzug ansetzt, der jedoch nicht die Ellenbogen erreicht. Die Rute ist tief angesetzt und kräftig am Rutenansatz. Sie reicht fast bis zum Boden mit einem leichten oft seitlichen Bogen am Ende.
Es gibt zwei Varianten des Galgos: glatthaarig und rauhaarig. Das Fell ist beim Kurzhaar sehr kurz und fein und hat keine Unterwolle, beim Rauhhaar dagegen mittellang (bis ca. 10 cm), oft struppig und hart. Alle Farben sind zulässig.

## Wesen
Charakterlich ist er im Allgemeinen ruhig und zurückhaltend, wenn er Zutrauen gefasst hat, aber sehr anhänglich und auf seine Bezugspersonen fixiert. Er ist im Allgemeinen verträglich mit anderen Hunden und fügt sich problemlos in bestehende Rudel ein. Er ist rassetypisch im Haus sehr ruhig, im Freien entwickelt er – je nach Erziehung und Veranlagung – einen mehr oder weniger ausgeprägten Jagdinstinkt.
Der Galgo Español ist sehr intelligent, sehr neugierig, für einen Windhund recht gut erziehbar und pflegeleicht. Bei seiner Erziehung stellt er keine sehr hohen Anforderungen an den Besitzer. Er reagiert sehr gut auf positive, bestärkende Erziehungsmethoden. Diese steigern die Bindung an die Besitzer. Mit Druck und Strenge erreicht man bei ihm allerdings nichts.

## Verwendung
Der Galgo wurde ursprünglich für die Hasenjagd gezüchtet, kann aber auch auf Kaninchen und Wildschweine angesetzt werden. In Spanien wird er nach wie vor als Jagdhund im Gelände eingesetzt, zum Teil aber unter sehr schlechten Bedingungen gehalten und nach der Jagdsaison oft ausgesetzt oder getötet. Der Galgo jagt wie alle Windhunde auf Sicht und fängt seine Beute durch seine ausdauernde Schnelligkeit (60 bis zu 65 km/h) und seine blitzschnellen Wendungen. Auf Grund dieser Schnelligkeit wird er auch bei Windhundrennen eingesetzt. Der Galgo ist etwas langsamer als der Greyhound, aber deutlich ausdauernder und im Gelände wendiger. Deshalb wird er gern für das Coursing genommen.